# Championnats d'Europe de karaté juniors et cadets 2009
 (janvier 2025).
Les championnats d'Europe de karaté juniors et cadets 2009 ont eu lieu du 30 janvier au 1er février 2009 au stade Pierre-de-Coubertin, à Paris, en France. Il s'agissait de la 36e édition des championnats d'Europe de karaté juniors et cadets.

## Résultats

### Cadets

#### Kata
| Rang | Pays        | Karatéka     |
| ---- | ----------- | ------------ |
| 1    | France      | H. Presto    |
| 2    | Serbie      | R. Mijanovic |
| 3    | Azerbaïdjan | T. Baljanli  |
| 3    | Slovaquie   | M. Toure     |

| Rang | Pays      | Karatéka      |
| ---- | --------- | ------------- |
| 1    | Slovaquie | D. Balciarova |
| 2    | Allemagne | Jasmin Bleul  |
| 3    | Italie    | F. Cavallaro  |
| 3    | Portugal  | P. Esparteiro |

#### Kumite

##### Kumitemasculin
| Rang | Pays      | Karatéka      |
| ---- | --------- | ------------- |
| 1    | France    | A. Cuenca     |
| 2    | Italie    | A. Crescenzo  |
| 3    | Écosse    | G. Kelly      |
| 3    | Slovaquie | M. Lieskovsky |

| Rang | Pays       | Karatéka      |
| ---- | ---------- | ------------- |
| 1    | Angleterre | R. Jay        |
| 2    | Grèce      | N. Katsarelis |
| 3    | Hongrie    | D. Jurca      |
| 3    | Turquie    | E. Tunc       |

| Rang | Pays        | Karatéka   |
| ---- | ----------- | ---------- |
| 1    | France      | M. Garin   |
| 2    | Turquie     | E. Eltemur |
| 3    | Russie      | D. Bartsev |
| 3    | Azerbaïdjan | S. Guliyev |

| Rang | Pays    | Karatéka     |
| ---- | ------- | ------------ |
| 1    | France  | S. Balzan    |
| 2    | Grèce   | P. Topalidis |
| 3    | Hongrie | M. Munkacsi  |
| 3    | Serbie  | M. Nesic     |

| Rang | Pays               | Karatéka      |
| ---- | ------------------ | ------------- |
| 1    | Macédoine          | B. Jakupi     |
| 2    | Pays-Bas           | A. Creemers   |
| 3    | Russie             | I. Azingareev |
| 3    | Bosnie-Herzégovine | A. Kiselica   |

##### Kumiteféminin
| Rang | Pays       | Karatéka      |
| ---- | ---------- | ------------- |
| 1    | Slovaquie  | L. Foldesiova |
| 2    | Croatie    | A. Palcic     |
| 3    | Turquie    | E. Ucar       |
| 3    | Luxembourg | J. Warling    |

| Rang | Pays      | Karatéka         |
| ---- | --------- | ---------------- |
| 1    | Espagne   | K. Jimenez Gomez |
| 2    | Turquie   | B. Tosun         |
| 3    | Écosse    | A. Connell       |
| 3    | Allemagne | K. Maichle       |

| Rang | Pays               | Karatéka    |
| ---- | ------------------ | ----------- |
| 1    | Belgique           | L. Pradelli |
| 2    | Angleterre         | H. Baker    |
| 3    | Hongrie            | N. Bartha   |
| 3    | Bosnie-Herzégovine | A. Fisic    |

### Juniors

#### Épreuves individuelles

##### Kata
| Rang | Pays               | Karatéka      |
| ---- | ------------------ | ------------- |
| 1    | France             | W. Geoffrey   |
| 2    | Slovaquie          | R. Kubovic    |
| 3    | République tchèque | J. Debrecenyi |
| 3    | Angleterre         | J. Dixon      |

| Rang | Pays               | Karatéka   |
| ---- | ------------------ | ---------- |
| 1    | France             | A. Feracci |
| 2    | Pays-Bas           | N. Sousa   |
| 3    | Biélorussie        | A. Chuprys |
| 3    | République tchèque | V. Miskova |

##### Kumite

###### Kumitemasculin
| Rang | Pays               | Karatéka   |
| ---- | ------------------ | ---------- |
| 1    | Turquie            | Y. Sisman  |
| 2    | République tchèque | M. Pohanka |
| 3    | Italie             | G. De Vivo |
| 3    | Angleterre         | J. Kirton  |

| Rang | Pays     | Karatéka     |
| ---- | -------- | ------------ |
| 1    | Lettonie | K. Kalnins   |
| 2    | Russie   | S. Spitsin   |
| 3    | Serbie   | M. Antic     |
| 3    | Portugal | P. Fernandes |

| Rang | Pays     | Karatéka       |
| ---- | -------- | -------------- |
| 1    | Hongrie  | Yves Martial   |
| 2    | Suisse   | B. Kujtim      |
| 3    | Danemark | M. Bjerregaard |
| 3    | Norvège  | M. Heede       |

| Rang | Pays               | Karatéka    |
| ---- | ------------------ | ----------- |
| 1    | Pays-Bas           | X. Kohlen   |
| 2    | Bosnie-Herzégovine | H. Skrijelj |
| 3    | Grèce              | M. Stefanou |
| 3    | Turquie            | A. Usda     |

| Rang | Pays               | Karatéka      |
| ---- | ------------------ | ------------- |
| 1    | Ukraine            | O. Dozhuk     |
| 2    | Monténégro         | D. Lucic      |
| 3    | France             | F. Abdesselem |
| 3    | Bosnie-Herzégovine | H. Sujkovic   |

###### Kumiteféminin
| Rang | Pays       | Karatéka         |
| ---- | ---------- | ---------------- |
| 1    | France     | E. Thouy         |
| 2    | Luxembourg | S. Da Fonte      |
| 3    | Espagne    | V. Lugue Padilla |
| 3    | Finlande   | A. Nummila       |

| Rang | Pays               | Karatéka |
| ---- | ------------------ | -------- |
| 1    | Croatie            | D. Bujan |
| 2    | France             | S. Barre |
| 3    | Espagne            | A. Anton |
| 3    | Bosnie-Herzégovine | E. Maslo |

| Rang | Pays       | Karatéka       |
| ---- | ---------- | -------------- |
| 1    | France     | Lucie Ignace   |
| 2    | Angleterre | A. Goudie      |
| 3    | Norvège    | Gitte Brunstad |
| 3    | Serbie     | S. Cvrkota     |

| Rang | Pays      | Karatéka    |
| ---- | --------- | ----------- |
| 1    | France    | M. Prouille |
| 2    | Slovaquie | D. Tatarova |
| 3    | Portugal  | I. Barbero  |
| 3    | Croatie   | I. Tubic    |

#### Épreuves par équipes

##### Kata
| Rang | Pays    |
| ---- | ------- |
| 1    | À venir |
| 2    | À venir |
| 3    | À venir |
| 3    | À venir |
| 5    | À venir |
| 5    | À venir |
| 7    | À venir |
| 7    | À venir |

| Rang | Pays    |
| ---- | ------- |
| 1    | À venir |
| 2    | À venir |
| 3    | À venir |
| 3    | À venir |
| 5    | À venir |
| 5    | À venir |
| 7    | À venir |
| 7    | À venir |

##### Kumite
| Rang | Pays    |
| ---- | ------- |
| 1    | À venir |
| 2    | À venir |
| 3    | À venir |
| 3    | À venir |
| 5    | À venir |
| 5    | À venir |
| 7    | À venir |
| 7    | À venir |

| Rang | Pays    |
| ---- | ------- |
| 1    | À venir |
| 2    | À venir |
| 3    | À venir |
| 3    | À venir |
| 5    | À venir |
| 5    | À venir |
| 7    | À venir |
| 7    | À venir |